# Minas
Minas er en by i den sydlige del af Uruguay med et indbyggertal (pr. 2004) på 37.925. Byen er hovedstad i Lavalleja-departementet og blev grundlagt i 1783. Byen er hjemsted for verdens største rytterstatue, Cerro Artigas, opført til ære for nationalhelten José Gervasio Artigas.